# Magnus Moan
Magnus Hovdal Moan (Lillehammer, 26 augustus 1983) is een Noorse noordse combinatieskiër. Hij vertegenwoordigde zijn vaderland op de Olympische Winterspelen 2006 in Turijn, op de Olympische Winterspelen 2010 in Vancouver en op de Olympische Winterspelen 2014 waar hij goud won in de landenwedstrijd.

## Carrière
Op nieuwjaarsdag 2003 maakte Moan in Oberhof zijn wereldbekerdebuut, in december 2003 eindigde hij in Trondheim voor de eerste maal in zijn carrière in de toptien. Een maand later boekte hij in Reit im Winkl zijn eerste wereldbekerzege. In het Duitse Oberstdorf nam de Noor deel aan de wereldkampioenschappen noordse combinatie 2005, op dit toernooi veroverde hij de zilveren medaille op de sprint en eindigde hij als vierde op de gundersen. Op de teamwedstrijd sleepte hij samen met Petter Tande, Håvard Klemetsen en Kristian Hammer de wereldtitel in de wacht. Tijdens de Olympische Winterspelen van 2006 in Turijn legde Moan beslag op de zilveren medaille op de sprint en op de bronzen medaille op het onderdeel gundersen. 
Op de wereldkampioenschappen noordse combinatie 2007 in Sapporo, Japan veroverde de Noor de zilveren medaille op de sprint en eindigde hij als tiende op het onderdeel gundersen, samen met Håvard Klemetsen, Espen Rian en Petter Tande sleepte hij de bronzen medaille in de wacht op de teamwedstrijd. In het Tsjechische Liberec nam Moan deel aan de wereldkampioenschappen noordse combinatie 2009. Op dit toernooi eindigde hij als vijfde op de gundersen grote schans, als zeventiende op de gundersen normale schans en als achtentwintigste op de massastart, op de teamwedstrijd legde hij samen met Mikko Kokslien, Petter Tande en Jan Schmid beslag op de bronzen medaille. Tijdens de Olympische Winterspelen van 2010 in Vancouver eindigde Moan als negende op de gundersen normale schans en als vijftiende op de gundersen grote schans. Samen met Jan Schmid, Espen Rian en Petter Tande eindigde hij als vijfde in de landenwedstrijd.
Op de wereldkampioenschappen noordse combinatie 2011 in Oslo eindigde de Noor als veertiende op de gundersen normale schans. In beide landenwedstrijden behaalde hij samen met Mikko Kokslien, Håvard Klemetsen en Jan Schmid de bronzen medaille. In Val di Fiemme nam Moan deel aan de wereldkampioenschappen noordse combinatie 2013. Op dit toernooi eindigde hij als negende op de gundersen grote schans en als zeventiende op de gundersen normale schans. Samen met Jørgen Gråbak, Håvard Klemetsen en Magnus Krog sleepte hij de zilveren medaille in de wacht in de landenwedstrijd, op het onderdeel teamsprint eindigde hij samen met Mikko Kokslien op de vijfde plaats. Tijdens de Olympische Winterspelen van 2014 in Sotsji veroverde hij de zilveren medaille op de gundersen grote schans, op de gundersen normale schans eindigde hij op de vijfde plaats. In de landenwedstrijd werd hij samen met Jørgen Gråbak, Håvard Klemetsen en Magnus Krog olympisch kampioen.
Op de wereldkampioenschappen noordse combinatie 2015 in Falun eindigde de Noor als vierde op de gundersen grote schans en als 26e op de gundersen normale schans. Samen met Håvard Klemetsen, Mikko Kokslien en Jørgen Gråbak behaalde hij de zilveren medaille in de landenwedstrijd, op het onderdeel teamsprint legde hij samen met Håvard Klemetsen beslag op de bronzen medaille. In Lahti nam Moan deel aan de wereldkampioenschappen noordse combinatie 2017. Op dit toernooi eindigde hij als dertiende op de gundersen grote schans. Samen met Mikko Kokslien, Magnus Krog en Jørgen Gråbak sleepte hij de zilveren medaille in de wacht in de landenwedstrijd, op het onderdeel teamsprint veroverde hij samen met Magnus Krog de zilveren medaille.

## Resultaten

### Olympische Spelen
| Jaar | Plaats    | Resultaten                               |
| ---- | --------- | ---------------------------------------- |
| 2006 | Turijn    | 7,5 km sprint · 15 km Gundersen          |
| 2010 | Vancouver | 9e Gundersen NH 15e Gundersen LH 5e Team |
| 2014 | Sotsji    | 5e Gundersen NH · Gundersen LH · Team    |

### Wereldkampioenschappen
| Jaar | Plaats        | Resultaten                                                 |
| ---- | ------------- | ---------------------------------------------------------- |
| 2005 | Oberstdorf    | 7,5 km Sprint · 4e 15 km Gundersen · Team                  |
| 2007 | Sapporo       | 7,5 km Sprint · 10e 15 km Gundersen · Team                 |
| 2009 | Liberec       | 5e Gundersen LH · 17e Gundersen NH · 28e massastart · Team |
| 2011 | Oslo          | 14e Gundersen NH · Team NH · Team LH                       |
| 2013 | Val di Fiemme | 17e Gundersen NH · 9e Gundersen LH · Team · 5e Teamsprint  |
| 2015 | Falun         | 26e Gundersen NH · 4e Gundersen LH · Team · Teamsprint     |
| 2017 | Lahti         | 13e Gundersen LH · Team · Teamsprint                       |

### Wereldbeker
Eindklasseringen
| Seizoen   | Plaats |
| --------- | ------ |
| 2002/2003 | 41e    |
| 2003/2004 | 8e     |
| 2004/2005 | 5e     |
| 2005/2006 | Zilver |
| 2006/2007 | Brons  |
| 2007/2008 | 9e     |
| 2008/2009 | Zilver |
| 2009/2010 | Brons  |
| 2010/2011 | 12e    |
| 2011/2012 | 12e    |
| 2012/2013 | 5e     |
| 2013/2014 | 4e     |
| 2014/2015 | 8e     |
| 2015/2016 | 15e    |
| 2016/2017 | 26e    |
| 2017/2018 | 30e    |
| 2018/2019 | 34e    |

Wereldbekerzeges
| Datum            | Plaats        | Onderdeel         |
| ---------------- | ------------- | ----------------- |
| 2 januari 2004   | Reit im Winkl | 7,5 km sprint     |
| 12 maart 2005    | Oslo          | 15 km Gundersen   |
| 18 december 2005 | Ramsau        | 7,5 km sprint     |
| 4 maart 2006     | Lahti         | 15 km Gundersen   |
| 2 december 2006  | Lillehammer   | 15 km Gundersen   |
| 17 december 2006 | Ramsau        | 7,5 km sprint     |
| 30 december 2007 | Oberhof       | 15 km Gundersen   |
| 6 december 2008  | Trondheim     | 10 km Gundersen   |
| 27 december 2008 | Oberhof       | 10 km Gundersen   |
| 11 januari 2009  | Val di Fiemme | 10 km Gundersen   |
| 17 januari 2009  | Whistler      | 10 km Gundersen   |
| 31 januari 2009  | Chaux-Neuve   | 10 km Gundersen   |
| 8 februari 2009  | Seefeld       | 10 km Gundersen   |
| 7 maart 2009     | Lahti         | 10 km Gundersen   |
| 16 januari 2010  | Chaux-Neuve   | 10 km Gundersen   |
| 17 januari 2010  | Chaux-Neuve   | 10 km Gundersen   |
| 5 maart 2010     | Lahti         | 10 km Gundersen   |
| 16 januari 2011  | Seefeld       | 10 km Gundersen   |
| 24 november 2012 | Lillehammer   | 10 km Gundersen   |
| 25 november 2012 | Lillehammer   | 10 km Penaltyrace |
| 15 december 2012 | Ramsau        | 10 km Gundersen   |
| 21 december 2013 | Schonach      | 10 km Gundersen   |
| 11 januari 2015  | Chaux-Neuve   | 10 km Gundersen   |
| 12 maart 2015    | Trondheim     | 10 km Gundersen   |
| 19 december 2015 | Ramsau        | 10 km Gundersen   |